# Gndasar
Gndasar (armeniska: Գնդասար) är ett berg i Armenien. Det ligger i provinsen Vajots Dzor, i den södra delen av landet, 60 kilometer sydost om huvudstaden Jerevan. Toppen på Gndasar är 2 946 meter över havet, eller 463 meter över den omgivande terrängen. Bredden vid basen är 14,3 km.
Terrängen runt Gndasar är huvudsakligen kuperad, men söderut är den bergig. Runt Gndasar är det ganska glesbefolkat, med 28 invånare per kvadratkilometer.. Närmaste större samhälle är Aghavnadzor, 12,4 kilometer sydost om Gndasar. 
Trakten runt Gndasar består i huvudsak av gräsmarker.